# Maria Jespersen
Maria Jespersen   (Aarhus, 6 de gener de 1994) és una jugadora de bàsquet professional danesa. Mesura 1,85 m. d'alçària i juga en la posició d'aler. Els seus pares, Poul Jespersen i Dorte Rasmussen, també van ser jugadors de bàsquet representant el seu país a la selecció nacional absoluta.
Va competir sis temporades en diferents equips danesos, guanyant els Premis All-Star al Campionat Nordic els sis anys. Va guanyar el Campionat Nordic tres vegades i va ser MVP de la competició quatre anys. El 2014 va ser la màxima anotadora de la competició, amb una mitjana de 19,1 punts, 8,3 rebots i 2,6 assistències per partit. Després va jugar durant quatre anys a l'NCAA estatunidenca a la universitat de South Florida amb una mitjana de 18 punts i 10 rebots por partit. La temporada 2018-19 fitxa per l'Snatt's Femení Sant Adrià de la primera divisió espanyola.
Va debutar amb la selecció nacional sènior danesa l'any 2015. Anteriorment ja havia jugat amb l'equip nacional sub16 els anys 2009 i 2010, i va representar a Dinamarca en el Campionat d'Europa sub18 de Miskolc (Hongria) el 2011.